# Enrico Donati
Pour les articles homonymes, voir Donati.
 (juin 2025).
Enrico Donati, né le 19 février 1909 à Milan (Italie) et mort le 25 avril 2008 à Manhattan (États-Unis), est un peintre et sculpteur américain d'origine italienne, influencé par le surréalisme.

## Biographie
Fils de Federico Donati e Marianna Vita, neveu de Angelo Donati, Enrico Donati s'installe aux États-Unis en 1934 et s'inscrit à la New School for Social Research et à l'Art Students League of New York. Sa première exposition a lieu en 1942 dans une galerie liée à la New School, et son art est explicitement proche du courant surréaliste : André Breton et Marcel Duchamp, alors présents à New York, l'approchent et se lient avec lui.
En 1947, Donati est l'un des organisateurs de l’Exposition internationale du surréalisme qui se tient à Paris, dans la galerie d'Aimé Maeght. Il conçoit le catalogue de l'exposition avec Duchamp, dont un emboîtage intitulé Prière de toucher. C'est à cette époque qu'il commence à prendre ses distances avec le surréalisme, son style évolue vers une forme de constructivisme, et bientôt il rejoint le mouvement spatialiste, aux côtés de Lucio Fontana. Dans les années 1960, il explore le monde des fossiles et des empreintes, tout en enseignant à l'Université de Yale (1962-1972).

Enrico Donati épouse Claire Javal, de l'importante famille Javal et a deux filles, dont
```
Marina Donati
, née à Paris en 1936, une sculptrice.
```

## Principales expositions personnelles en France
- 2004 & 2005 : Galerie Les yeux fertiles, Paris
- 1989 : Galerie Zabriskie, Paris
- 1985 : Galerie Georges Fall, Paris
- 1980 : Grand Palais, FIAC, Paris
- 1947 : Galerie Drouant, Paris

## Essais critiques sur son œuvre
- Peter Selz : Enrico Donati, coll. « Le Musée de poche », 1965
- (en) Theodore F. Wolff, Enrico Donati : surrealism and beyond, New York, Hudson Hills Press, 1996, 168 p. (ISBN 978-1-55595-138-2, lire en ligne).